# Diaphenchelys pelonates
Diaphenchelys pelonates is een straalvinnige vissensoort uit de familie van murenen (Muraenidae). De wetenschappelijke naam van de soort is voor het eerst geldig gepubliceerd in 2007 door McCosker & Randall.